# الرابطة الوطنية لمعلمي الأحياء
الرابطة الوطنية لمعلمي الأحياء (بالإنجليزي:NABT) هي جمعية مدمجة لمعلمي الأحياء في الولايات المتحدة. تم تأسيسها في البداية استجابةً للفهم السيئ للبيولوجيا والانحدار في تدريس الموضوع في الثلاثينيات. لقد تطورت لتصبح منظمة تمثيلية وطنية تروّج لتدريس علم الأحياء، وتدعم تعلم علم الأحياء على أساس المبادئ العلمية والدعاة لعلم الأحياء داخل المجتمع الأمريكي. المؤتمر الوطني ومجلة معلمي الأحياء الأمريكيين (بالإنجليزي:The American Biology Teacher) هما آليتان تستخدمان لتحقيق تلك الأهداف. كان الرابطة الوطنية لمعلمي الأحياء (بالإنجليزي:NABT) أيضًا مدافعًا عن تدريس التطور في النقاش حول الخلق والتطور في التعليم العام في الولايات المتحدة، ولعب دورًا في عدد من القضايا وجلسات الاستماع في جميع أنحاء البلاد.

## تاريخها
تم تشكيل الرابطة الوطنية لمعلمي الأحياء (بالإنجليزي:NABT) في عام ١٩٣٨ في مدينة نيويورك. تم إنشاء مجلة منظمة معلمي الأحياء الأمريكيين (بالإنجليزي:The American Biology Teacher) في نفس العام. في عام ١٩٤٤، تم انتخاب هيلين تروبريدج، أول رئيسة نسائية. تم تقديم جوائز المعلم المتميز لأول مرة في عام ١٩٦٠ وعقد المؤتمر الوطني المستقل الأول في عام ١٩٦٨. كانت السبعينيات بمثابة حقبة من النشاط في تدريس التطور مع اتخاذ إجراءات قانونية ضد تعديل قانون الولاية في ولاية تينيسي والذي تطلب فترات متساوية من الوقت للتدريس التطور والخلق. في عام 1987 ساعدت الرابطة الوطنية لمدرسي الأحياء في تطوير أول اختبار بيولوجي للمدرسة الثانوية الوطنية والذي وضع قائمة من تسعة مبادئ أساسية في تدريس علم الأحياء. في عام ٢٠٠٥، شاركت الرابطة الوطنية لمعلمي الأحياء في قضية كيتزميلر. المبدأ القائل بأن التصميم الذكي لا مكان له في منهج العلوم. كان عام ٢٠١٧ عام (مارس للعلوم)، والذي أقرته المنظمة الوطنية لمدرسي الأحياء. وفي عام ٢٠١٨، عقدت مؤتمرها السنوي لمدة أربعة أيام في سان دييغو، كاليفورنيا.

## هدفها
الغرض من الرابطة الوطنية لمعلمي الأحياء هو «تمكين المعلمين لتوفير أفضل تعليم ممكن في علم الأحياء وعلوم الحياة لجميع الطلاب». تركز المنظمة على أصول التدريس المتمحورة حول المتعلم. المحتوى ذي الصلة والمصادق عليه علميًا؛ دعم معلمي الأحياء؛ وداعية للمعلمين والطلاب.

## هيكلها
يتكون هيكل إدارة الرابطة الوطنية لمعلمي الأحياء من مجلس إدارة مركزي بقيادة رئيس يتم انتخابه على أساس سنوي. لتشغيل جوانب مختلفة من المنظمة فعليًا، تركز العديد من اللجان على مجالات مثل التمويل، والعضويات، والتطوير المهني. تحتوي هذه الرابطة على 10 مناطق داخل الولايات المتحدة ولكل منطقة منسقها الخاص. أخيرًا، هناك مجموعات مقطعية داخل المنظمة لدعم مجموعات مثل معلمي علم الأحياء الموضع المتقدم (بالإنجليزي:AP Biology) ومحاضري الكليات في علم الأحياء ونوادي الرابطة الوطنية لمعلمي الأحياء (بالإنجليزي:NABT Bioclubs).

## مواقفهاالسياسية
حتوي رابطة معلمي الأحياء على عدد من أوراق المواقف حول مجالات مثل مبادئ تدريس العلوم الجيدة، والمساواة في تعليم العلوم، وعدد من العبارات حول الأخلاق، والسلامة التي تتعلق بتدريس علم الأحياء.كانت بلا جدال. على سبيل المثال، في عام ١٩٩٥، ذكرت ورقة الموقف بشأن التطور أن العملية كانت عملية «غير خاضعة للرقابة وغير شخصية». بعد شكاوى من بعض الجهات، تم حذف هاتين الكلمتين. واعترضت مجموعة من العلماء على هذه الخطوة  لكن التغييرات ظلت قائمة. كان من المقرر تحديث أحدث بيان عن التطور بواسطة الرابطة الوطنية لمعلمي الأحياء في ٢٠١٨. 

## الأنشطة والمصادرالرئيسية

### المؤتمر السنوي للتطويرالمهني[9]
ضمن المؤتمر جلسات للمتحدثين الرئيسيين وورش العمل والرحلات الميدانية والمناسبات الخاصة مثل وجبات الإفطار في الموقت الأول.

### الجوائز
للمعلمين بما في ذلك جائزة مدرس الأحياء المتميز، جائزة التدريس الجامعي وجائزة الخدمة المتميزة التي تم منحها، في 2018، لمُتصل العلوم، إد يونغ.

### مدرس الأحياء الأمريكي
يتم طباعة هذه المجلة تسع مرات في السنة. يتضمن «تطبيق الفصل الدراسي وتحديثات المحتوى... [و] وبحثًا عن التعلم، مما يمنح أعضائه منفذًا لنشر أعمالهم العلمية.»في هذه المجلة في عام ١٩٧٣كتب ثيودوسيوس دوبزانسكي العبارة، «لا شيء في علم الأحياء يجعله منطقيًا إلا في ضوء التطور»، هو حجر الزاوية الذي يدعم ويوحد الورقة التي «تُظهر عدد مجالات التطور في علم الأحياء».